# 덩굴박주가리
덩굴박주가리(Cynanchum nipponicum)는 여러해살이 덩굴식물로서, 줄기의 길이는 3m 안팎이다. 잎은 마주 달리며, 심장 모양으로서 뒷면은 흰색을 띠고 있으며 긴 잎자루를 가지고 있다. 꽃은 엷은 자색으로, 7-8월경이 되면 잎겨드랑이에서 총상꽃차례를 이루면서 달린다. 열매는 골돌이다. 주로 산과 들에서 자라며, 한국 각지에 분포하고 있다.